# Giorgio Carlo Calvi di Bergolo
Conte Giorgio Carlo Calvi di Bèrgolo (Atene, 15 marzo 1887 – Roma, 25 febbraio 1977) è stato un nobile e generale italiano, marito della principessa Iolanda di Savoia.

## Biografia

### I primi anni e l'inizio della carriera militare
Il Conte Giorgio Carlo Calvi di Bergolo nacque il 15 marzo 1887 ad Atene. Il conte Giorgio Lorenzo, era reggente di legazione diplomatica in Grecia (ne diventerà ministro plenipotenziario) ed apparteneva a una famiglia della nobiltà terriera piemontese, originaria del Monferrato, che nel corso dei secoli aveva dato numerose prove di fedeltà a casa Savoia.
Intrapresa la carriera militare, Giorgio Carlo prese parte alla prima guerra mondiale col grado di sottotenente del corpo bombardieri, guadagnandosi sul campo una medaglia d'argento, tre di bronzo e una croce al valor militare. Negli anni immediatamente successivi al conflitto insegnò equitazione dapprima presso i dragoni di Pinerolo e poi nella Regia scuola di Roma, come capitano del Nizza Cavalleria.

### Il matrimonio principesco
Il 5 febbraio 1923 si fidanzò ufficialmente con la principessa Iolanda Margherita di Savoia, primogenita del re Vittorio Emanuele III; la coppia si sposò il 9 aprile successivo con una cerimonia religiosa celebrata nella Cappella Paolina del Palazzo del Quirinale, dove gli sposi ebbero per testimoni due figure di spicco del mondo militare dell'epoca: il maresciallo Armando Diaz e il grand'ammiraglio Paolo Thaon de Revel. I due si erano conosciuti a Pinerolo nel 1921 quando il Calvi di Bergolo era stato istruttore di equitazione della principessa e i due si erano poi rivisti nel corso di diversi concorsi ippici di cui entrambi erano appassionati, ed in particolare al "Concours Hippique International" di Londra che si tenne nel 1922, dove la principessa italiana era stata invitata appositamente per incontrare l'erede al trono inglese, il principe del Galles (futuro Edoardo VIII del Regno Unito) con l'intento di intavolare un possibile accordo matrimoniale. 
Le nozze tra la principessa Iolanda e quello che all'epoca era un semplice capitano di cavalleria, per quanto membro dell'aristocrazia piemontese, fecero scalpore per la differenza d'età degli sposi (il conte aveva quattordici anni più della principessa) ma anche perché osteggiate da alcuni personaggi di spicco dell'epoca, prime tra tutte la regina madre Margherita di Savoia, seguita dal parere negativo espresso da Benito Mussolini che prospettava per la primogenita del sovrano un matrimonio d'interesse per lo stato. Prevalse la linea di re Vittorio Emanuele, il quale si era da subito trovato a suo agio col futuro genero perché militare e soprattutto piemontese. A tali nozze si dimostrò favorevole anche la regina madre Milena del Montenegro, la quale però morì prima di vedere la nipote sposata. 
Dopo le nozze, la principessa Iolanda dovette rinunciare alle proprie prerogative reali e alla successione al trono (dato il suo matrimonio morganatico) e pertanto seguì il marito dapprima a Pinerolo e poi a Torino dove i due presero residenza stabile, in Corso Moncalieri.

### La carriera sotto il regime
Dal 1935 fu ispettore della cavalleria in Libia, ottenendo il comando del Nizza Cavalleria dal 1936 al 1938. Venne promosso generale di brigata il 1º ottobre 1940. Già capo di Stato Maggiore dell'ufficio di collegamento con l'Armata corazzata italo-tedesca in Nord Africa nel 1941, dal 1º marzo 1942, sostituendo il generale Gavino Pizzolato, comandò la Divisione Centauro, operante poi sul fronte tunisino. Nella prima metà del 1943, quando le forze dell'Asse si erano attestate in Tunisia, la Divisione Centauro partecipò alla battaglia del passo di Kasserine ed alla battaglia di El Guettar.
Dopo la caduta di Mussolini assunse il comando della 136ª Divisione Corazzata "Centauro II", ex 1ª Divisione corazzata "M" della Milizia Volontaria di Sicurezza Nazionale, di stanza a Bagni di Tivoli. Convocato dal generale Giacomo Carboni il 2 settembre 1943 e interrogato riguardo all'affidabilità del proprio reparto nel caso di un cambio di fronte, rispose che difficilmente sarebbe stato accettato. Deluso della risposta, Carboni decise di preparare la sostituzione di Calvi di Bergolo con il vice comandante generale di brigata Oscar Gritti. Il 7 settembre Carboni pose nuovamente la stessa domanda a Calvi di Bergolo, il quale decise di chiedere direttamente ai propri ufficiali, i quali confermarono che non avrebbero mai preso le armi contro i tedeschi. A quel punto Bergolo fu sostituito con Gritti.
Dopo l'armistizio dell'8 settembre 1943 dopo che Vittorio Emanuele III lasciò Roma, Calvi di Bergolo fu inviato dinanzi al comandante tedesco Albert Kesselring, su incarico del maresciallo Enrico Caviglia, per avviare le trattative per la cessazione del fuoco sulla Capitale. Tali trattative si conclusero il 10 settembre 1943, alle ore 16:00, con la firma della resa e l'assunzione da parte di Calvi di Bergolo del comando della "città aperta" di Roma.
Il 23 settembre successivo fu arrestato dagli stessi tedeschi e internato in un piccolo albergo a Hirschegg, in Austria, insieme con alcuni membri della famiglia reale ed a Francesco Saverio Nitti. Alla fine del 1943 poté ricongiungersi alla sua famiglia in Svizzera.

### Gli ultimi anni
Dopo la guerra fu collocato nella riserva. In seguito alla vittoria della repubblica nel referendum istituzionale del 1946 abbandonò, di sua spontanea volontà, l'Italia, per tornarvi nel 1955; visse prima in un castello del Monferrato e poi in una villa marittima a Capocotta, dove condusse una vita ritirata.
Morì nel 1977.

## Discendenza
Il conte Giorgio Carlo Calvi di Bergolo e la principessa Iolanda Margherita di Savoia ebbero cinque figli:
- Maria Ludovica (Torino, 24 gennaio 1924 - 19 luglio 2017), sposò nel 1949 Robert Gasche, da cui ebbe due figli; divorziò nel 1975.
- Giorgio (Pinerolo 1º marzo 1925 - 7 marzo 1925)
- Vittoria Francesca (Torino, 22 giugno 1927 - Garda, marzo 1985), sposò nel 1947 il conte Guglielmo Guarienti di Brenzone, da cui ebbe tre figli.
- Guja Anna (Torino, 8 marzo 1930), sposò nel 1951 il pittore Carlo Guarienti, da cui ebbe due figlie.
- Pier Francesco (Torino, 22 dicembre 1933 - Roma, 12 giugno 2012), sposò Marisa Allasio nel santuario di Serralunga di Crea:
  - Carlo Giorgio (Roma, 9 luglio 1959)
  - Anda (Roma, 11 marzo 1962), sposò Alvise Cicogna, da cui ebbe Giovanni (2000)